# Joe Oziti
Joe Oziti (ur. 2 kwietnia 1974) – nigeryjski zapaśnik walczący w stylu wolnym. Olimpijczyk z Barcelony 1992, gdzie zajął jedenaste miejsce w kategorii 52 kg.
Zdobył cztery medale na igrzyskach afrykańskich, w tym złoty w 1991. Pięciokrotny medalista mistrzostw Afryki w latach 1992 - 2006. Siódmy na igrzyskach Wspólnoty Narodów w 1994 i czwarty na mistrzostwach Wspólnoty Narodów w 1993 roku.
Brat bliźniak Ibo Ozitiego, zapaśnika i trzykrotnego olimpijczyka.